# Rothensee
Rothensee, Magdeburg-Rothensee – dzielnica miasta Magdeburg w Niemczech, w kraju związkowym Saksonia-Anhalt.